# Nycteribia quasiocellata
Nycteribia quasiocellata är en tvåvingeart som beskrevs av Oskar Theodor 1966. Nycteribia quasiocellata ingår i släktet Nycteribia och familjen lusflugor. Inga underarter finns listade i Catalogue of Life.